# Tatiana Constantinovna de Russie
Tatiana Constantinovna de Russie, (en russe : Княжна Татьяна Константиовна), née le 23 janvier 1890 à Saint-Pétersbourg et morte le 28 août 1979 à Jérusalem.
Elle fut princesse de Russie puis abbesse au monastère du Mont-des-Oliviers.

## Famille
Fille de Constantin Constantinovitch de Russie (1858-1915) et d'Élisabeth de Saxe-Altenbourg.
Le 3 septembre 1911 Tatiana Constantinovna de Russie épousa le prince Constantin Alexandrovitch Bragation-Moukhransky (1889-1915).
Deux enfants sont nés de cette union :
- Prince Teymuraz Constantinovitch Bagration-Moukhransky (1912-1992)
- Natasha Constantinovna Bagration-Moukhransky (1914-1984), elle épousa sir Charles Hepburn Johnston (1912-1986).

Veuve, Tatiana Constantinovna de Russie épousa le 9 novembre 1921 Alexandre Korotchenzov.

## Biographie
Le 14 juillet 1886, Alexandre III de Russie modifia la loi de la Maison impériale de Russie, il limita le port du titre d'Altesse impériale, de grand-duc ou grande-duchesse aux enfants et petits-enfants de ligne masculine descendant d'un empereur de Russie. Les arrière-petits-enfants porteront désormais le titre de prince ou princesse de Russie et seront appelés Altesse. Ainsi, Tatiana Constantinovna de Russie arrière-petite-fille de Nicolas Ier de Russie fut princesse de Russie.
Son père demanda au tsar Nicolas II et à son épouse l'impératrice Alexandra, la permission de marier sa fille et cela lui fut accordé : le 3 septembre 1911, Tatiana Constantinovna de Russie épousa à Pavlovsk, le prince Constantin Alexandrovitch Bragation-Moukhransky, dont la famille était d'origine géorgienne. Il servit dans un régiment de la Garde impériale. Lors de la Première Guerre mondiale, le prince fut tué le 19 mai 1915 à Jaroslaw, près des Carpates. Depuis la montée sur le trône de Russie en 1613 de Michel Romanov, Tatiana Constantinovna de Russie fut la première jeune fille de la Maison des Romanov à épouser un prince non dynaste.
Dès le début de la Première Guerre mondiale, le prince Constantin Alexandrovitch Bragation-Moukhransky s'engagea dans les forces armées de la Russie impériale. Il fut tué lors d'un combat le 11 mai 1915 à Jaroslaw, près des Carpates.
Oleg Constantinovitch de Russie, frère aîné de Tatiana Constantinovna de Russie fut tué le 29 septembre 1914 à Vilnius en Lituanie. Ses trois autres frères furent assassinés de manière atroce par les Bolcheviks à Alapaïevsk en Oural le 18 juillet 1918.

### Exil
Lors de son veuvage, Tatiana Constantinovna de Russie fut particulièrement proche de son oncle, le grand-duc Dimitri Constantinovitch de Russie. Après la prise du pouvoir par les Bolcheviks, la princesse demeura en Russie ; elle vécut avec son oncle dans son palais. Dans ce lieu, Tatiana Constantinovna de Russie s'éprit de l'aide-de-camp de son oncle, Alexandre Korotchenzov. Poussée par le grand-duc, la princesse quitta la Russie avec ses deux jeunes enfants et Alexandre Korotchenzov. Ils trouvèrent refuge en Roumanie puis en Suisse, alors que son oncle, le grand-duc Dimitri Constantinovitch, fut exécuté à Saint-Pétersbourg le 28 janvier 1919.
Le 9 novembre 1921, Tatiana Constantinovna de Russie épouse à Genève Alexandre Korotchenzov. Trois mois plus tard, la princesse se retrouve de nouveau veuve et doit élever seule ses deux enfants.
L'éducation de ses enfants terminée, son fils et sa fille mariés, Tatiana Constantinovna prononça ses vœux ; elle devint abbesse et prit le nom de Mère Tamara.

### Décès
Tatiana Constantinovna de Russie décéde le 28 août 1979 au couvent russe-orthodoxe du Mont des Oliviers à Jérusalem.

## Distinction
- 17 janvier 1908 : dame grand-croix de l'ordre de Sainte-Catherine